# Eugen Frey (Bildhauer)
Gottlob Eugen Frey (* 26. April 1885 in Rohracker, Oberamt Cannstatt; † nach 1943) war ein deutscher Bildhauer und Plastiker.

## Leben

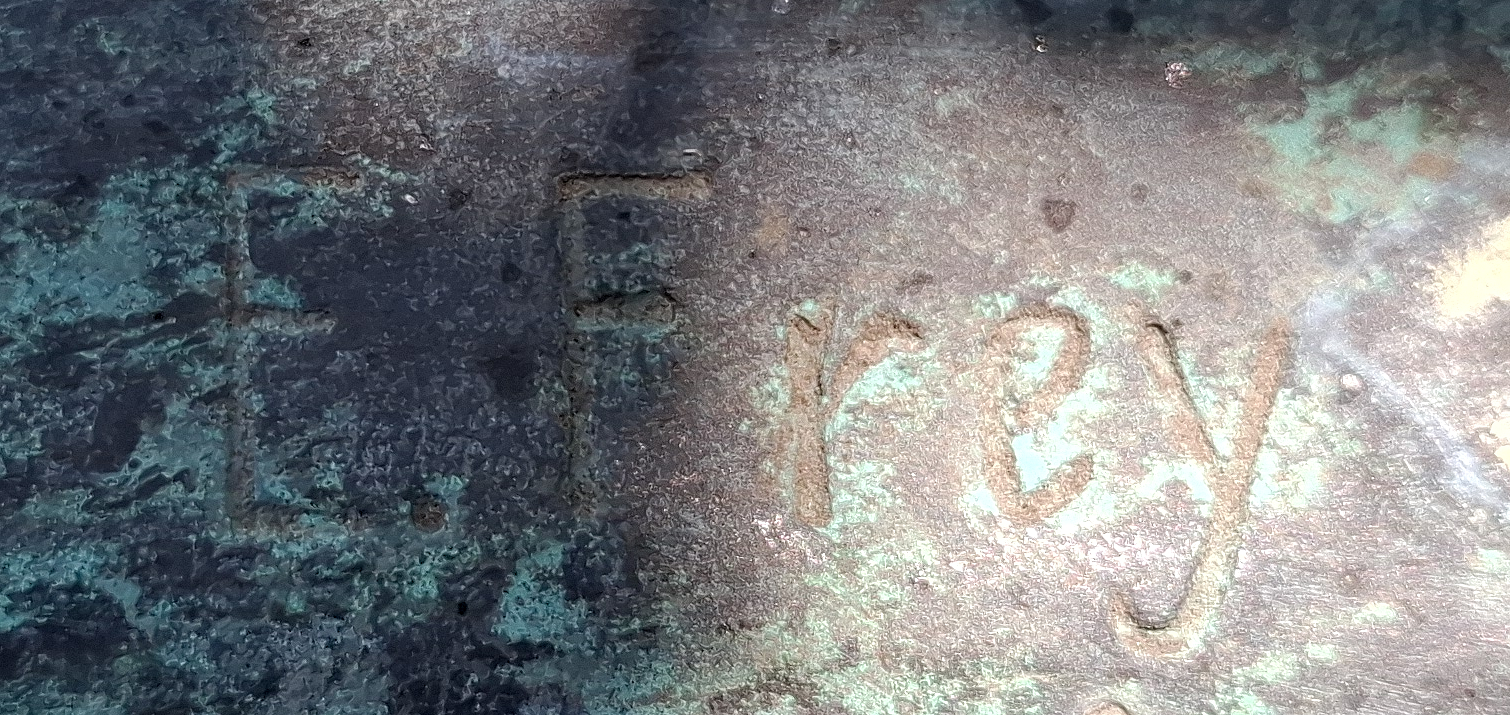
Signatur E.Frey

Eugen Frey wurde am 26. April 1885 im heutigen Stuttgarter Stadtteil Rohracker geboren. Seine Eltern waren der Schornbacher Weingärtner Gottlob Frey (1858–) und dessen aus Rohracker stammende Ehefrau Katharina Luise Wacker (1860–1917). Von 1911 an bis in die 1940er Jahre lebte und arbeitete Frey in der württembergischen Landeshauptstadt Stuttgart. In den dortigen Adressbüchern ist Frey als „Kunstbildhauer“ im Laufe der Jahrzehnte mit unterschiedlichen Wohn- und Atelieradressen nachweisbar.
Frey war Mitglied des Verbandes bildender Künstler. Er schuf markante Denkmäler und Plastiken für den öffentlichen Raum, die sich überwiegend in Süddeutschland befinden. Zudem ist eine von ihm geschaffene Grabplastik in Leipzig erhalten.
In den Jahren 1937 und 1938 erhielt er sowohl eine Zuwendung aus der nationalsozialistischen Stiftung „Künstlerdank“ als auch die Bewilligung einer Arbeitsbeschaffungsmaßnahme. Auf den Großen Deutschen Kunstausstellungen im Haus der Deutschen Kunst in München stellte Frey von 1940 bis 1943 mehrfach Werke aus.
Der Lebensweg des Künstlers nach Kriegsende ist nicht dokumentiert, nach 1943 verliert sich seine Spur. Das Adreßbuch Stuttgart für 1943 nennt Eugen Frey zuletzt an der Adresse Bismarckstraße 38. In späteren Adressbüchern ist er nicht mehr aufgeführt.

### Familie
Eugen Frey war ab dem 29. September 1910 mit Anna (geb. Hertkorn) verheiratet und hatte eine Tochter namens Anneliese, die als Textilgestalterin tätig war. Sie war mit dem Maler Sepp Mahler bekannt und stand ihm Modell für das Ölgemälde Anneliese Frey im roten Gewand, das um 1935 entstand und 2022 im Rahmen einer Ausstellung in Meersburg gezeigt wurde.

## Werke im öffentlichen Raum

### Grabdenkmal Walter Friedel in Leipzig

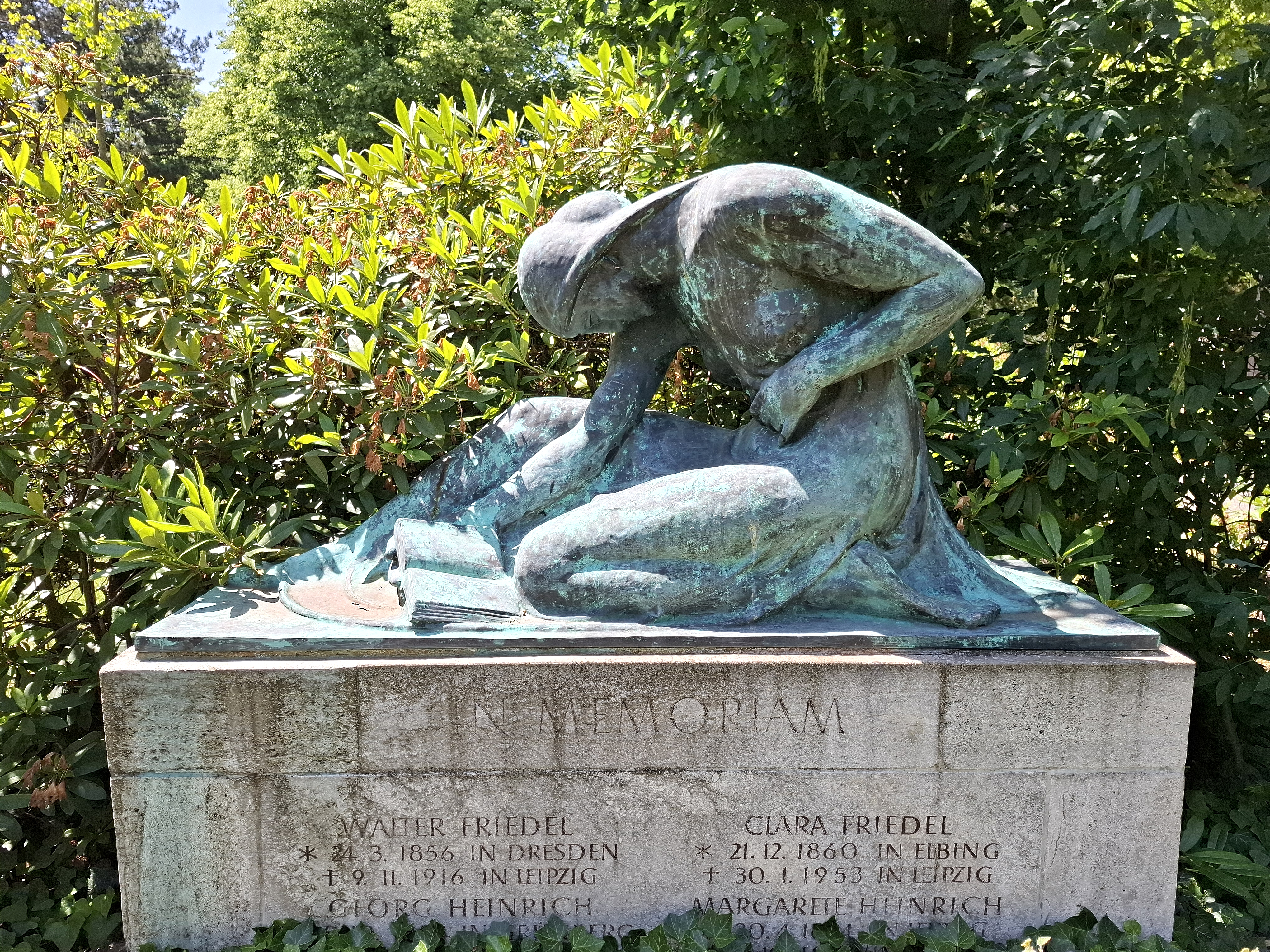
Grabmal in Leipzig

Das von Frey Anfang der 1930er Jahre geschaffene, auf dem Leipziger Südfriedhof erhaltene Grabdenkmal des Hof-Musikalienhändlers Walter Friedel (1856–1916) wurde von der Paul-Benndorf-Gesellschaft für den Januar 2020 als „Grabdenkmal des Monats“ ausgewählt. Der Sockel des Grabmals mit einer frontseitigen Beschriftung wurde von einer Leipziger Werkstatt nach einem Entwurf Freys in Muschelkalkstein ausgeführt, und Frey selbst schuf die in Erz gegossene, aufgesetzte eindrucksvolle Plastik des Grabmals.
Eine sitzende Frau, gekleidet in ein langes Gewand und mit einem Witwenschleier bedeckt, ist dargestellt, wie sie sich schmerzerfüllt nach vorn beugt. In ihrer rechten Hand hält sie ein aufgeschlagenes Buch. Diese Darstellung wird als symbolische Verkörperung der Witwe Clara Friedel interpretiert, die in tiefer Trauer über den Gräbern ihres früh verstorbenen Ehemannes Walter Friedel und ihres einzigen Kindes, der Tochter Margarethe, gezeigt wird.

### Kriegerdenkmal in Ehingen

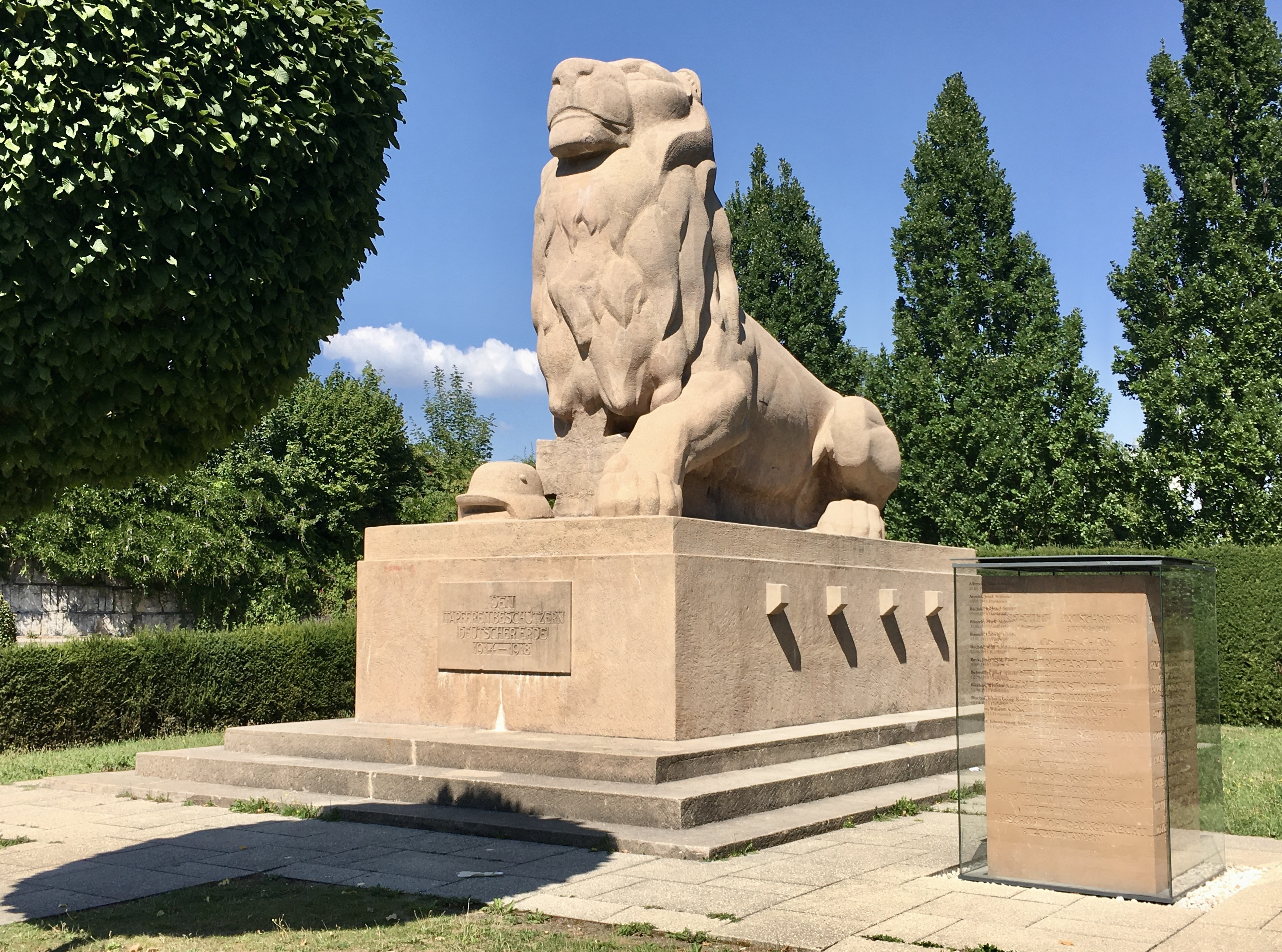
Kriegerdenkmal in Ehingen

1933 äußerte sich Frey als beauftragter Sachverständiger zu einem neuen Kriegerdenkmal für die Gefallenen des Ersten Weltkriegs, mit dessen Errichtung der Lahrer Bildhauer Franz Sieferle (1875–1957) im Auftrag der Stadt Ehingen an der Donau begonnen hatte. An diesem Denkmal am Ehinger Groggensee, einer überlebensgroßen Löwenfigur auf einem Sockel, bemängelte Frey „anatomische Fehler“ am Löwen. Anschließend wurde er selbst von der Stadt Ehingen mit der Beseitigung der von ihm festgestellten Mängel und der Fertigstellung des Denkmals beauftragt. Im Zusammenhang mit dem Entzug des Auftrags an den Bildhauer Sieferle gab es die Vermutung, Frey könnte über Parteikanäle die weitere Mitwirkung Sieferles unterbunden haben. Bei der Einweihung des Denkmals am 1. Juli 1934 wurde nicht Sieferle, sondern Eugen Frey als „Erbauer des Denkmals“ vorgestellt, und Frey wurde auch die Ehre zuteil, bei diesem Anlass eine Ansprache zu halten.

### Ehrenmal in Meckenbeuren

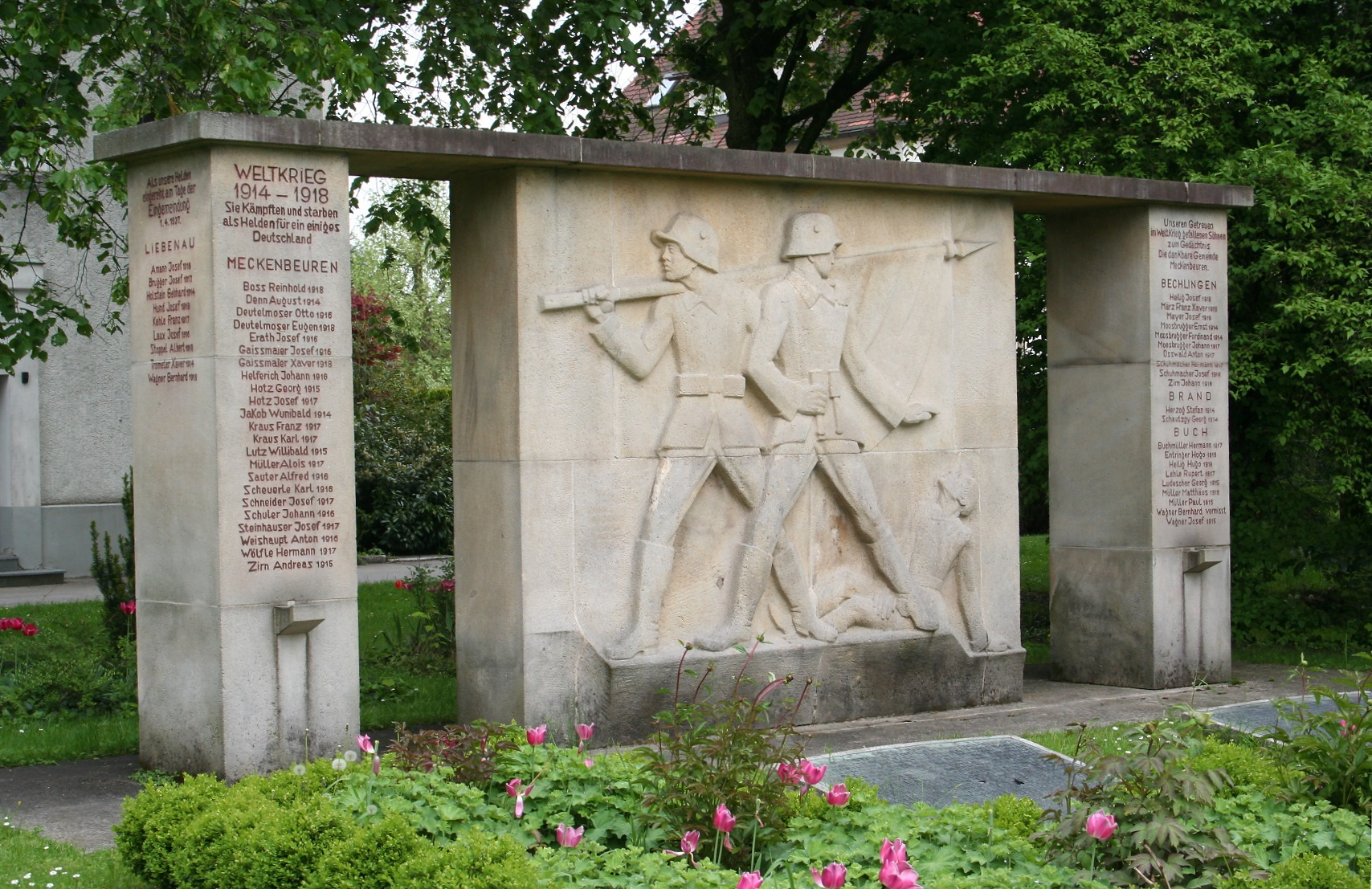
Ehrenmal in Meckenbeuren

Am 7. November 1936 wurde Freys Ehrenmal für die gefallenen und vermissten Soldaten des Ersten Weltkriegs im oberschwäbischen Meckenbeuren eingeweiht. Es befindet sich bei der katholischen Pfarrkirche St. Maria von der immerwährenden Hilfe. Das aus gelbem Muschelkalkstein geschaffene Denkmal besteht aus drei Teilen, die oben durch eine flache Abschlussplatte zu einer gestalterischen Einheit verbunden werden. Auf dem zentralen rechteckigen Block zeigt Frey auf beiden Seiten lebensgroße Reliefs mit markanten Kriegsszenen: Auf der Vorderseite sind zwei Soldaten dargestellt, die einen sterbenden Kameraden zurücklassen, während die Rückseite einen aufgebahrten toten Soldaten mit seinem Pferd zeigt. Auf den beiden seitlichen Pfeilern sind die Namen der Gefallenen und Vermissten eingraviert. Nach 1945 wurde das Denkmal um zwei Bodenplatten mit den Namen der Gefallenen und Vermissten des Zweiten Weltkriegs erweitert. Als Zeugnis der Ortsgeschichte steht das Monument heute unter Denkmalschutz.

### Skulptur „Rossebändiger“ in Neu-Ulm

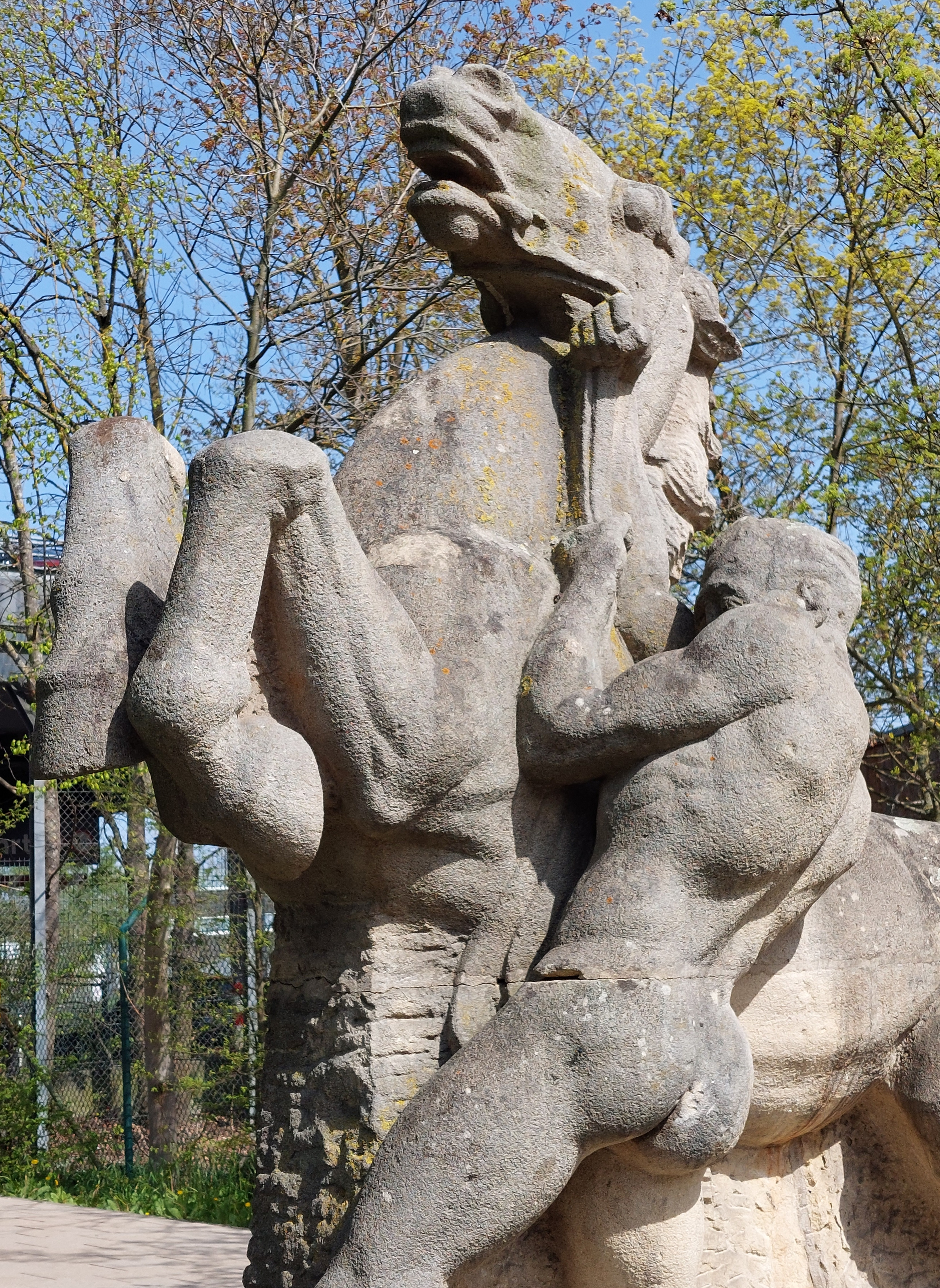
Rossebändiger von Eugen Frey in Neu-Ulm

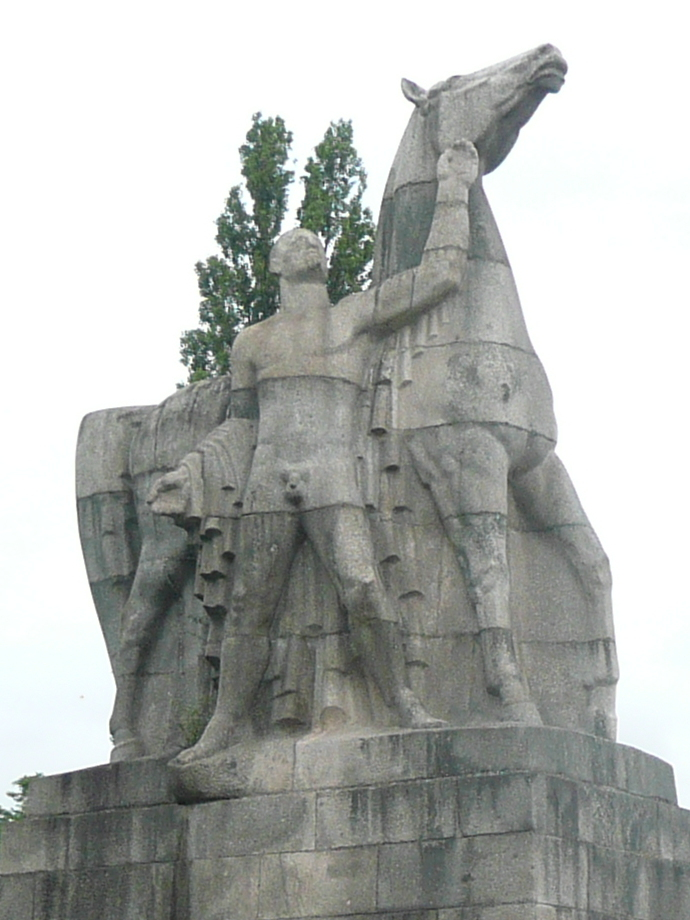
Rossebändiger von Edwin Scharff am Nordpark in Düsseldorf

Freys große Sandstein-Skulptur mit dem Titel Rossebändiger wurde um 1937 – vermutlich als Kunst am Bau – im Zusammenhang mit der Errichtung der neuen Ludendorff-Kaserne in der bayerischen Garnisonstadt Neu-Ulm aufgestellt. Während das Kasernengelände damals noch vor den Toren der Stadt lag, ist die Skulptur heute an ihrem ursprünglichen Standort von dichter Bebauung umgeben.
Die Skulptur zeigt einen muskulösen nackten Mann, der die Zügel eines sich aufbäumenden Pferdes hält, um es zu bändigen. Derartige Darstellungen waren typisch für die Kunst des Nationalsozialismus, die häufig heroische Szenen oder Anlehnungen an antike Vorbilder thematisierte. Die Komposition erinnert an den antiken Rossebändiger auf der Piazza del Quirinale in Rom und verweist damit auf klassische Ideale von Stärke und Kontrolle.
Im selben Jahr arbeitete auch Freys Zeitgenosse, der Neu-Ulmer Bildhauer Edwin Scharff, mit demselben Motiv. Sein Entwurf, der für die Reichsausstellung Schaffendes Volk 1937 in Düsseldorf entstand, zeigt einen anderen künstlerischen Ansatz. Sein Rossehalter führt in ruhiger Bewegung ein Pferd am Zügel, während Frey Mensch und Tier im Moment eines muskulösen Kräftemessens darstellt.

Freys Rossebändiger ist Teil der „KunstTour Neu-Ulm“, einem innovativen Projekt des Edwin Scharff Museums. Dieser digitale Kunst-Guide präsentiert 32 ausgewählte Kunstwerke, bedeutende Orte und architektonische Highlights der Stadt in drei thematischen Rundgängen.

### Brunnen in Onstmettingen

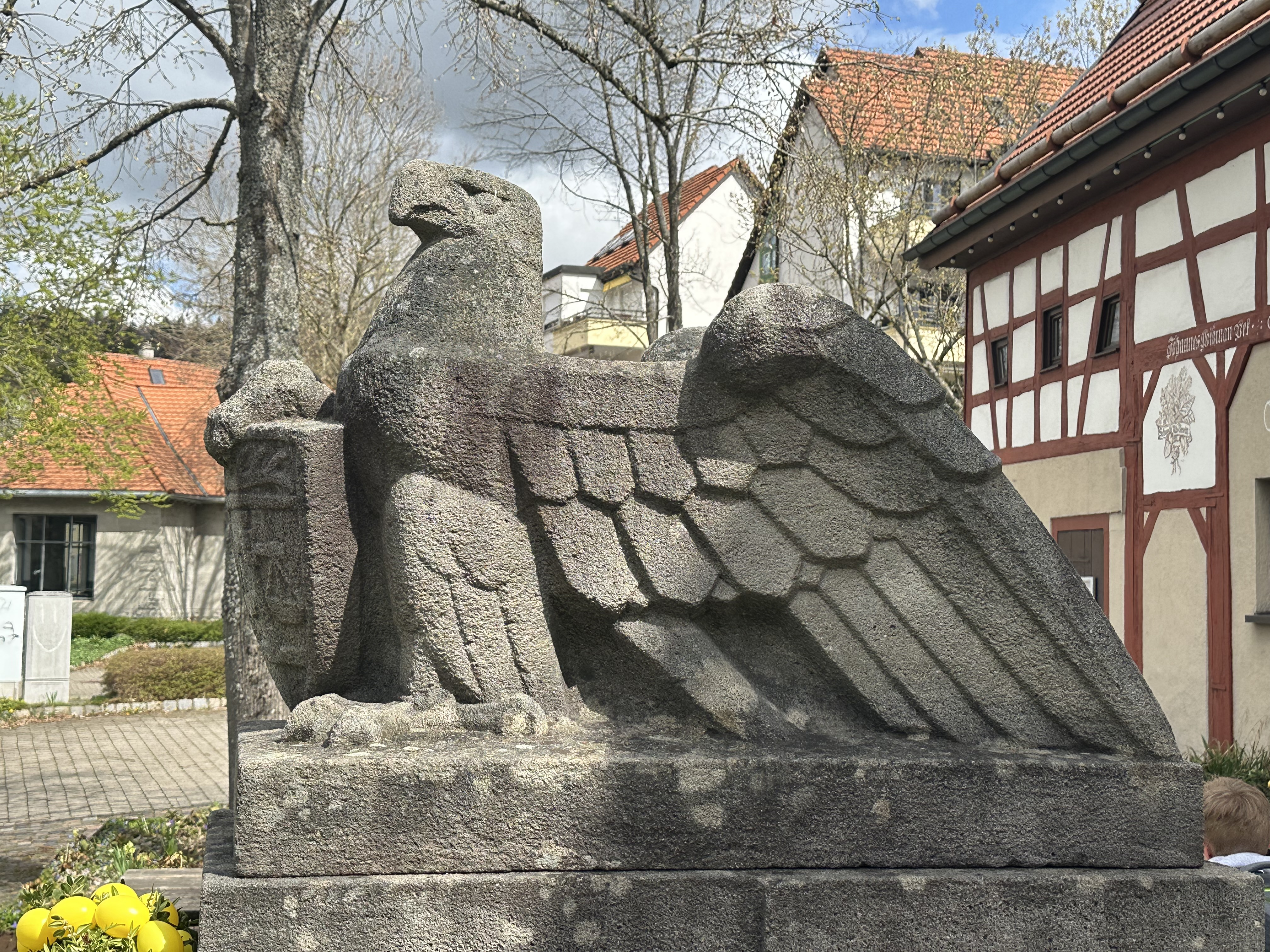
Adler-Skulptur (1938) am Brunnen beim Rathaus in Onstmettingen

1938 ergänzte Frey am Philipp-Gottfried-Schaudt-Brunnen neben dem Rathaus in Onstmettingen den drei Jahre zuvor errichteten Trogbrunnen mit einer bekrönenden Adler-Skulptur mit Gemeindewappen aus Sandstein. Im Gesamtverzeichnis der Kleindenkmale im Zollernalbkreis heißt es hierzu: „Plastik mit Anklängen an martialische Ästhetik der NS-Zeit von Kunstbildhauer Frey aus Silbersandstein gefertigt“.

### Weitere Werke
Von Frey stammte auch das Hoheitszeichen über dem Eingang des neu errichteten Amtsgerichts in Calw, ein Reichsadler.
Der Gemeinderat von Tailfingen beschloss 1933 den Bau einer Brunnenanlage auf dem Uhlandplatz nach einem Entwurf von Frey.
Neben großen Skulpturen schuf Eugen Frey auch kleine Tierplastiken aus Bronze oder Stein. Eine Auswahl dieser Arbeiten präsentierte er bei den Großen Deutschen Kunstausstellungen in München. Im Bestand der Staatsgalerie Stuttgart findet sich seine aus Granit gefertigte Katze, die 1935 zunächst vom Württembergischen Kunstverein erworben, im selben Jahr an das württembergische Kultusministerium weiterverkauft und an die Staatsgalerie überstellt wurde.

## Werke (Auswahl)
- Grabdenkmal für Walter Friedel, Anfang der 1930er Jahre, Südfriedhof Leipzig
- Kriegerdenkmal, 1934 (Fertigstellung), Ehingen
- Katze, 1935, im Bestand der Stuttgarter Staatsgalerie[14]
- Handgranatenwerfer, 1936, Stuttgart[15]
- Ehrenmal, 1936, Meckenbeuren
- Rossebändiger, um 1937, Neu-Ulm (Link zum Foto aus dem Jahr 1937)
- Adler-Skulptur mit Gemeindewappen, 1938, Onstmettingen

Bei der Großen Deutschen Kunstausstellung gezeigte Werke:
- 1940: Äffchen (Bronze), Bärenpaar (Bronze), Der erste Gang (Bronze)[16]
- 1941: Fohlen (Bronze) und Schreitender Bär (Bronze)[17]
- 1942: Bärengruppe (Stein)[18] und Kinderköpfchen (Metall)
- 1943: Stier (Metall) und Jungbär (Metall)[19]